# Vedvik
Vedvik lub Vedvika – wieś w zachodniej Norwegii, w okręgu Sogn og Fjordane, w gminie Vågsøy. Miejscowość leży na północnej części wyspy Vågsøy, nad zatoką Sildegapet, przy norweskiej drodze krajowej nr 622. Vedvik znajduje się 6 km na północ od miejscowości Raudeberg i około 12 km na północ od centrum administracyjnego gminy – Måløy. Dojazd do Måløy możliwy jest dzięki tunelowi Skoratunnelen.   
W pobliżu miejscowości, w odległości około 2 km znajduje się wybudowana w 1870 roku latarnia morska Skongenes. Miejscowość jest wymieniona w źródłach historycznych pochodzących z XVI wieku.
W 2001 roku wieś liczyła 156 mieszkańców.